# Regionalflughafen San Luis Obispo County

i7
i11
i13
Der San Luis Obispo County Regional Airport (auch  McChesney Field, IATA-Code: SBP, ICAO-Code: KSBP) ist ein öffentlicher Flughafen 3 km südlich von San Luis Obispo, Kalifornien, in den Vereinigten Staaten.

## Flughafendaten
Er hat zwei Asphaltpisten: eine mit 762 m Länge und 30 m Breite und eine mit 1860 m Länge und 46 m Breite. Die Fläche des Flughafens beträgt 138 ha. Die Seehöhe beträgt 65 m.

## Geschichte
Im Jahr 1933 führte Pacific Seaboard Air Lines planmäßige Passagierflüge mit einmotorigen Bellanca CH-300 durch, zwei tägliche Hin- und Rückflüge Los Angeles – Santa Barbara – Santa Maria – San Luis Obispo – Paso Robles – Monterey – Salinas – San Jose – San Francisco. Später verlegte Pacific Seaboard seinen Betrieb in den Osten der USA, wurde in Chicago and Southern Air Lines umbenannt und entwickelte sich zu einer inländischen und internationalen Fluggesellschaft, die 1953 von Delta Air Lines übernommen und mit dieser fusioniert wurde.
Während des Zweiten Weltkriegs übernahm die Bundesregierung den Flughafen: Von 1938 bis 1941 nutzten das U.S. Army Air Corps und die California National Guard 218 Acres
(88 ha) als Ausbildungszentrum für Luftraumüberwachung. Im Jahr 1940 fügte das Kriegsministerium Landebahnen mit fester Oberfläche und Beleuchtung sowie Kasernen, Hangars und Mechanikerwerkstätten hinzu. Im Jahr 1943 begann die Marine, den Flughafen als Ausbildungszentrum für die Pazifikflotte zu nutzen, und benannte den Flughafen Naval Outlying Field, San Luis Obispo und Naval Auxiliary Air Station, San Luis Obispo.
Die Bundesregierung übergab den Flughafen 1946 wieder an den Landkreis. Southwest Airways nahm in diesem Jahr Passagierflüge mit Douglas DC-3 auf. Die Flüge von Southwest nach San Luis Obispo endeten 1956, als die Fluggesellschaft nach Paso Robles umzog, einem städtischer Flughafen im nördlichen San Luis Obispo County, weil die 4000 Fuß (1219 m) lange Landebahn in San Luis Obispo für größere Flugzeuge wie die Martin 4-0-4 und die Fairchild F-27 zu kurz war. Pacific Air Lines, Air West und Hughes Airwest, Nachfolger von Southwest Airways, führten San Luis Obispo in ihren Flugplänen auf, bedienten Paso Robles jedoch bis 1974 mit F-27. Im Jahr 1947 beauftragten die Bezirksvorsteher den Bau eines weiteren Hangars, einer Rampe und eines Verwaltungsgebäudes.
Der Flughafen San Luis Obispo hatte von 1956 bis 1969 keinen Linienflugverkehr, als die vor Ort ansässige Swift Aire Lines Linienflüge mit Piper Navajos aufnahm. Das Hauptquartier von Swift Aire befand sich in San Luis Obispo; Sie betrieb schließlich die von Fokker neu gekauften Friendships sowie Nord 262 und de Havilland Heron.
Nach dem Untergang von Swift Aire im Jahr 1981 nach einer Fusion mit Golden Gate Airlines richtete Wings West Airlines ihren Hauptsitz in San Luis Obispo ein und flog mehrere Turboprop-Typen, als unabhängige Zubringerfluggesellschaft und dann als American Eagle im Auftrag von American Airlines über Codesharing-Vereinbarung. Zu den von Wings West nach San Luis Obispo geflogenen Propellerflugzeugen gehörten BAe Jetstream 31 und Jetstream 32, Beechcraft Model 99, Fairchild Swearingen Metroliner (Metro III-Modelle) und Saab 340. Im Jahr 1987 wurde der San Luis Obispo County Regional wurde zu Ehren von Leroy E. McChesney, für sein Engagement für die Luftfahrt, als McChesney Field eingeweiht. Der Kontrollturm wurde im Jahr 1988 eröffnet. SkyWest Airlines, WestAir unter dem Namen United Express und Wings West (später fusioniert mit American Eagle) flogen Zubringer-Turboprops, WestAir betrieb die Embraer EMB-110 Bandeirante und später die BAe Jetstream 31.
Am 27. August 2008 kündigte US Airways Express, geflogen von Mesa Airlines, eine Erweiterung des Service in San Luis Obispo an. Ab dem 2. Oktober 2008 ersetzte die Bombardier CRJ-900 die kleineren CRJ-200 auf den Phoenix-Flügen mt 36 weiteren Sitze auf diesen zweimal täglichen Flügen nach Phoenix und wird heute als American Eagle-Dienst weitergeführt.
Im September 2019 kündigte Alaska Airlines tägliche Flüge mit Embraer ERJ-175 nach Portland, Oregon (beginnend mit Juni 2021) und San Diego an.

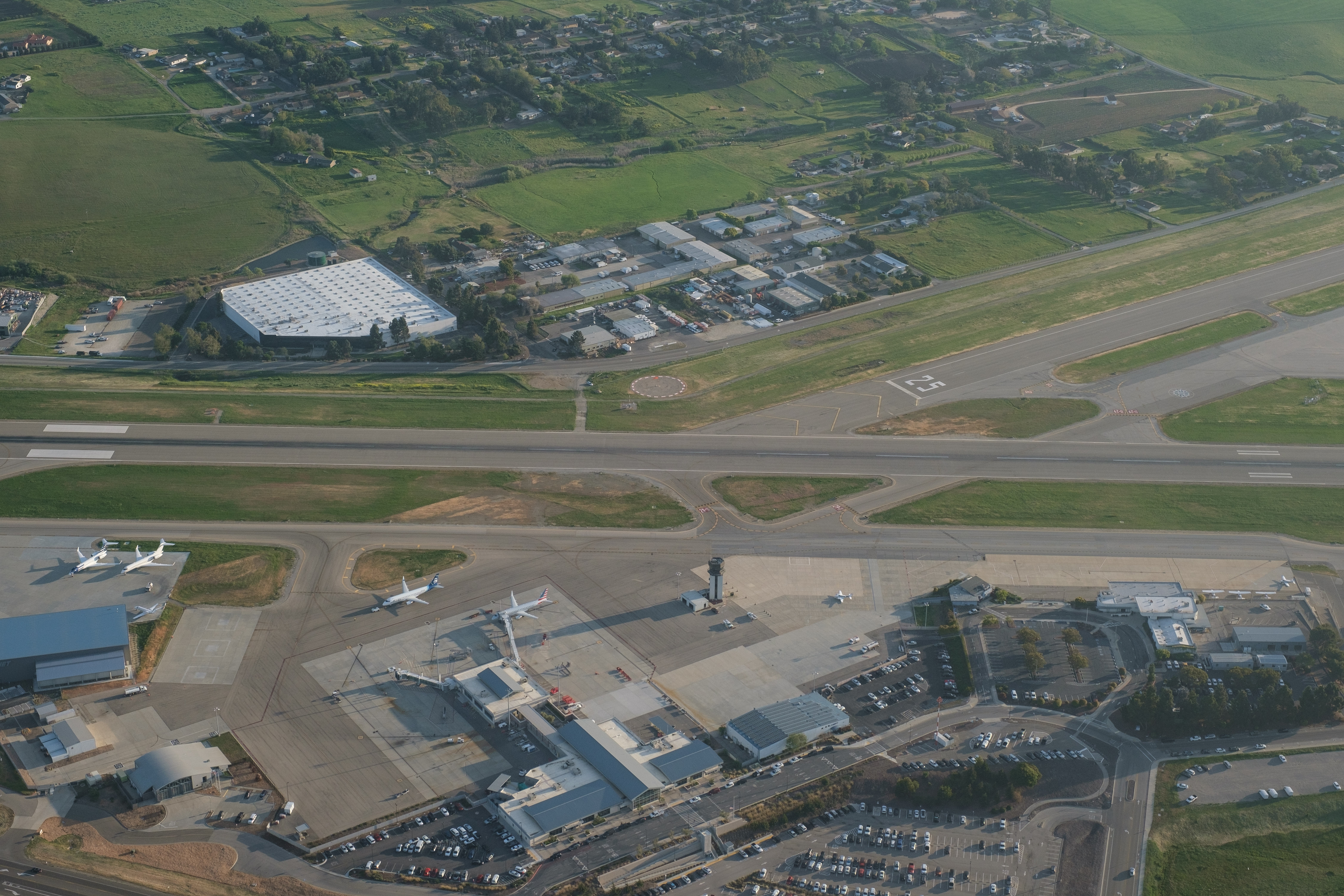

## Flugbetrieb
Im Jahr 2022 wurden 553.425 Passagiere befördert. Im Jahr 2021 wurden 1.220 Tonnen Fracht transportiert.
Im Jahre 2022 haben 83.742 Flugbewegungen stattgefunden, davon 30.494 lokale Bewegungen, 40.508 Zwischenlandungen, 6.020 Air-Taxi-Flüge, 1.023 militärische Flüge und 5.697 Frachtflüge. 290 einmotorige und 16 zweimotorige Flugzeuge, 14 Jetflugzeuge und 7 Hubschrauber waren 2022 hier stationiert.
Die wichtigsten Fluggesellschaften für den Flughafen sind Alaska Airlines, Southwest Airlines und American Airlines.

## Zwischenfälle
- Am 24. August 1984 kollidierte eine Beechcraft Model 99 der Fluggesellschaft Wings West Airlines mit dem Luftfahrzeugkennzeichen N6399U frontal mit einer Rockwell Commander 112 (N112SM) in 3400 Fuß (1037 m) Höhe. Dieses einmotorige Flugzeug war mit zwei Piloten an Bord zu einem Trainingsflug vom Flughafen Paso Robles gestartet. Es flog kurz vor der Kollision unter Sichtwetterbedingungen und unter VFR in der Nähe des Flughafens San Luis Obispo. Die beiden Crewmitglieder und alle 13 Passagiere an Bord kamen ums Leben.[19]